# العلم الفعلي
العلم الفعلي ما لا يؤخذ من الغير. وقال الأحمد نكري هو العلم الخلاق الذي يكون الوجود الخارجي مستفادا منه كما يتصور أن يبني مسجدا مثلا على هيئة كذا ثم يبني على وفق ما حصل في العقل. والعلم تابع للمعلوم فإن العلم صورة حاصلة من الشيء عند العقل فلا يكون المعلوم أي الشيء حاصلا قبل حصول صورته التي هي العلم فمعنى كونه تابعا للمعلوم أنه لا يتعلق به إلا بعد وقوعه، وعليك أن هذا إنما هو في علمنا لا في علمه تعالى. نعم إن علمه تعالى أيضا تابع للمعلوم لكن لا بالمعنى المذكور بل بمعنى أن المطابقة تعتبر من جهة العلم بأن يكون هو على طبق المعلوم وقوعا وعدم وقوع فلا يرد المنع بأنا لا نسلم كون علمه تعالى تابعا للمعلوم بمعنى أنه لا يتعلق به إلا بعد وقوعه فإن الله تعالى عالم في الأزل بكل شيء أنه يكون أو لا يكون وحينئذ لزم الوجوب والامتناع فيبطل الاختيار والتكليف ويثبت الجبر.
وأما العلم الفعلي الخلاق فمقدم على المعلوم مطلقا لكن في علمه تعالى بالذات وفي علمنا بالزمان، وأنت تعلم أن علمه تعالى حضوري لا حصولي حتى يتصور هناك صورة فتأمل اهـ.